# Cervione
Cervione je francouzské město na Korsice.

## Poloha
Městečko leží 50 kilometrů jižně od Bastie.

## Název
Jméno obce bylo odvozeno od jelena korsického (Cervus elaphus corsicanus), který se v této oblasti hojně vyskytoval.

## Demografie
Počet obyvatel

## Památky
- katedrála Saint-Erasme v barokním slohu
- Musée de L'A.D.E.C.E.C., etnografické muzeum